# 瓜廖尔土邦
瓜廖尔土邦（Gwalior State）是印度历史上的一个土邦，为马拉塔人的土邦，位於今日中央邦一带。瓜廖尔不设首都，其王宫位于瓜廖尔，故而得名。
莫卧儿帝国崩溃后，德里一带的中央权威缺失，瓜廖尔土邦就在这个时期崛起。在马拉塔战争中，瓜廖尔成为不列颠东印度公司治下的土邦，后来又成为英属印度的一个土邦。在英属印度时期，瓜廖尔土邦、巴罗达土邦、海得拉巴土邦、迈索尔土邦、查谟-克什米尔土邦同为“21礼炮级土邦”，即最高地位的土邦。
瓜廖尔是印度中部诸邦（Central India Agency）中最大的一个，英国殖民者在此土邦设置瓜廖尔专员。1936年瓜廖尔专员职务撤销，由印度总督直接管辖。1947年印度独立后，末代王公宣布退位，自此瓜廖尔土邦并入印度成為中央邦的一部分。